# Issadohymen
Issadohymen – wymarły rodzaj owadów z rzędu Megasecoptera i rodziny Moravohymenidae, obejmujący tylko jeden znany gatunek: Issadohymen ponomarenkoi.
Rodzaj i gatunek typowy opisane zostały w 2013 roku przez Ninę Siniczenkową i Daniła Aristowa. Opisu dokonano na podstawie pojedynczej skamieniałości pochodzącej z piętra siewierodwinu w permie, odnalezionej w pobliżu wsi Isady na terenie rosyjskiego obwodu wołogodzkiego. Nazwa rodzajowa nawiązuje do lokalizacji typowej, a epitet gatunkowy nadano na cześć Aleksandra Ponomarenki.
Owad ten miał przednie skrzydło długości około 22 mm, pokryte rozmytymi kropkami. Przez jego szerokie pole kostalne przebiegały liczne, długie, skośne żyłki poprzeczne. Żyłka subkostalna była długa, prawie sięgająca wierzchołka skrzydła, w rejonie pterostigmy połączona dwiema krótkimi żyłkami poprzecznymi z żyłką kostalną. Żyłka radialna była prawie prosta, nieco tylko u wierzchołka zakrzywiona i sięgała wierzchołka skrzydła. Przednie spośród pięciu odgałęzień sektora radialnego były podzielone, a odległości pomiędzy rozwidleniami owego sektora były blisko dwukrotnie większe niż między przednią a tylną żyłką medialną. Rozwidlenie żyłki medialnej leżało bardziej odsiebnie niż pierwsze rozwidlenie sektora. Obie żyłki kubitalne były nierozgałęzione}.